# جواد التبريزي
الميرزا جواد بن علي التبريزي (1926 تبريز - 2006 قم). هو مرجع شيعي اثني عشري إيراني متوفى. وقد عُرف باسم الميرزا التبريزي والإمام التبريزي.

## عنه
ولد سنة 1345 هـجرية في بيت ديني رفيع بمدينة تبريز في إيران. في سنة 1371 هـجرية سافر إلى مدينة النجف، وحضر فيها دروس السيّد أبي القاسم الخوئي، و السيد عبد الهادي الشيرازي وبعد مدّة قصيرة صار من أبرز تلامذة السيد أبو القاسم الخوئي فكان له مشاركات فعالة في الدرس حتى نقل أن السيد الخوئي قال فيه: سيكون لهذا الرجل شأنا ومستقبلا زاهرا. وأخذ اسمه يزداد شهرةً بالفضل، وأخذت حلقة درسه تتسع وهو مع ذلك ملازم لدرس السيد الخوئي فقهاً واُصولاً حتى طلب السيد منه حضور جلسة الاستفتاء التي لا يحضرها أحد إلا بإذن خاص من السيد، وكان من المشتركين بالجلسة إضافةً إلى الشيخ التبريزي، السيد محمد باقر الصدر والشيخ مجتبى اللنكراني والشيخ صدرا البادكوبي، والشيخ حسين وحيد الخراساني والسيد السيستاني، والشيخ علي أصغر الأحمدي الشاهرودي. وقد أطلق عليه السيد الخوئي لقب الميرزا، وهو في عرف الترك يطلق على الرجل الكثير العلم.
في عام 1397 هـجري وبعد عودته من زيارة الإمام الحسين في مدينة كربلاء داهمته قوات ألأمن وسفّرته إلى إيران.عندها سكن مدينة قم وشرع بتدريس الدروس العالية ويعد درسه من أجود الدروس العلمية في مختلف العلوم، لاسيّما الفقه والأصول

## أساتذته
1. حسين الطباطبائي البروجردي
2. محمد الحجة الكوهكمري
3. عبد الهادي الحسيني الشيرازي
4. أبو القاسم الخوئي.[2]

## تلامذته
ربي جيلا من الأستاذة من مدرسي السطوح العليا أو غيره، امثال سماحة
- الشيخ حسن الرميتي السپهر
- الگنجي
- الشهيدي
- الأحمدي الشاهرودي
- دكتور مصطفي بروجردي
- سيد محمود المددي
- السيد منير الخباز
- الشيخ محمد السند
- السيد غني الموسوي
- السيد جعفر النمر وغيرهم الكثيرين وعرف كل منهم بميزات رائعة يحتاج ذكرها الي مجال آخر.

## مؤلفاته
- إرشاد الطالب إلى التعليق على المكاسب. يقع في أربعة أجزاء.
- صراط النجاة. يقع هذا الكتاب في ثلاثة عشر مجلداً، وقد طُبع منها عشر مجلدات، وهي عبارة عن الأسئلة الموجهة إليه، عدا الأجزاء الثلاثة الأولى، والتي كانت عبارة عن استفتاءات موجهّة إلى أستاذه أبي القاسم الموسوي الخوئي، وقد وضع التبريزي تعليقاته على بعض الاستفتاءات التي قد يكون رأيه فيها مختلفاً أو لزيادة التوضيح.
- منهاج الصالحين. كتاب «منهاج الصالحين» هو في الأصل الرسالة العملية لمحسن الحكيم، وقد طُبعت أول مرة في النجف عام 1365 هـ، ونالت هذه الرسالة استحسان العديد من علماء الشيعة؛ وأول من اعتمدها بعد الحكيم هو أبو القاسم الخوئي - أستاذ التبريزي - فزاد فيها بعض الفروع وأعاد ترتيب بعض المسائل وأدرج عليها تعليقة، ثم دمجها في الأصل فخرجت مطابقة لفتاواه،[3] وقد حذا حذو الخوئي من بعده عدد كبير من تلامذته الكبار الذين تصدوا للمرجعية؛ وكان من بينهم التبريزي فاعتمد هذه الرسالة مغيراً فيها مواضع الخلاف بما يتطابق مع رأيه.[4]
- أسس الحدود والتعزيرات.
- أسس القضاء والشهادات.
- تكملة منهاج الصالحين.
- تنقيح مباني الأحكام. ويقع في ثلاثة أجزاء.
- تنقيح مباني العروة الوثقى. وتقع في أكثر من عشرة أجزاء، وقد طُبع منها لحد الآن أربعة أجزاء
- توضيح المسائل. هي الرسالة العملية باللغة الفارسية.
- حاشية على العروة الوثقى. هذا الكتاب حاشية على كتاب «العروة الوثقى» لمحمد كاظم الطباطبائي اليزدي .
- حاشية على وسيلة النجاة. هذا الكتاب حاشية على كتاب «وسيلة النجاة»، وهو الرسالة العملية لأبي الحسن الأصفهاني.
- دروس في مسائل علم الأصول. يقع في خمس مجلدات.
- دورة أصولية دورة كاملة في علم الأصول باللغة الفارسية، وهي مخطوطة وغير مطبوعة.
- دورة فقيهة كاملة. وهي أيضاً باللغة الفارسية، مخطوطة وغير مطبوعة.
- طبقات الرجال وأسانيده. تقع في حوالي ثلاثين مجلداً، ولا تزال مخطوطة وغير مطبوعة.
- كتاب الديات. لم يُنشر بعد.
- كتاب القصاص.
- المسائل المنتخبة.
- مناسك الحج.
- منهاج الصالحين.
- رسالة مختصرة في لبس السواد.
- رسالة مختصرة في النصوص الصحيحة على إمامة الأئمة الإثني عشر.
- زيارة عاشوراء فوق الشبهات.
- عبقات ولائية.
- فدك.
- مظلومية أبي طالب.
- مظلومية أمير المؤمنين.
- نفي السهو عن النبي.
- الأنوار الإلهية في المسائل العقائدية.
- فقه المؤمنات من صراط النجاة.
- أحكام الدماء الثلاثة.
- استفتاءات جديدة. باللغة الفارسية، وطُبع منه مجلدان.
- اعتقاداتنا. وهي مجموهة من الأجوبة على جملة كبيرة من الأسئلة العقائدية.
- الشعائر الحسينية. وهي مجموعة من الاستفتاءات المختصة بالشعائر الحسينية.
- ظلامات فاطمة الزهراء.
- فقه الأعذار الشرعية والمسائل الطبية.
- نصائح. وتحتوي على جملة من النصائح باللغة الفارسية التي أشار إليها ضمن إجاباته، وقد طبع باللغة الأردية أيضاً.
- فقه الأخلاق.
- فقه المغترب والمسافر.
- المختار من صراط النجاة في أمر الولاء والاعتقاد.
- الكلمة الحق.
- إحياء ذكرى عاشوراء.
- المشي إلى زيارة الحسين.
- إحياء ذكرى استشهاد الزهراء.
- حضور عرفة في كربلاء.
- طريق اليقين.
- الشعائر الفاطمية.
- مسائل ابتلائية من فقه المؤمنات.

## أبرز تلامذته
- الشيخ حسن رميتي
- السيد محسن الهاشمي.
- الشيخ الشهيدي.
- الشيخ صادق سيبويه.
- الشيخ حميد البغدادي

* السيد منير الخباز
- الشيخ قاسم بيضون العاملي
- الشيخ هشام آل طه الصيمري
- الشيخ محسن آل طه الصيمري
- السيد محمود العظيمي
- السيد أحمد الموسوي الشوكي
- الشيخ محمد أمين الأميني
- الشيخ محمد جواد الطبسي
- الشيخ زهير الدرورة
- الشيخ علي الدهنين
- السيد غني الموسوي

## وفاته
انتقل المرجع الديني جواد التبريزي إلى جوار ربه في يوم الإثنين 21 / 11 / 2006 وذلك في مدينة قم في إيران.

## انظر ايضاً
- الميرزا جواد آقا الملكي التبريزي